# Life of Crime (série télévisée)
Pour les articles homonymes, voir Life of Crime.
Life of Crime est une mini-série britannique en trois épisodes créée par Declan Croghan et Oliver Frampton et réalisée par Jim Loach, diffusée du 10 au 24 mai 2013 sur ITV.
Cette série est inédite dans tous les pays francophones.

## Synopsis
En 1985, la vie et la carrière d'une policière enquête sur le meurtre d'une adolescente, qui va s'étaler sur vingt-huit ans.

### Distribution
- Hayley Atwell : Denise Woods
- Richard Coyle : Ray Deans
- Julian Lewis Jones : Mike Holland
- Amanda Drew (en) : Beverley Reid

## Accueil
Jake Wallis Simons de The Independent, encense la mini-série et salue la performance d'Hayley Atwell.